# Damian Hardung

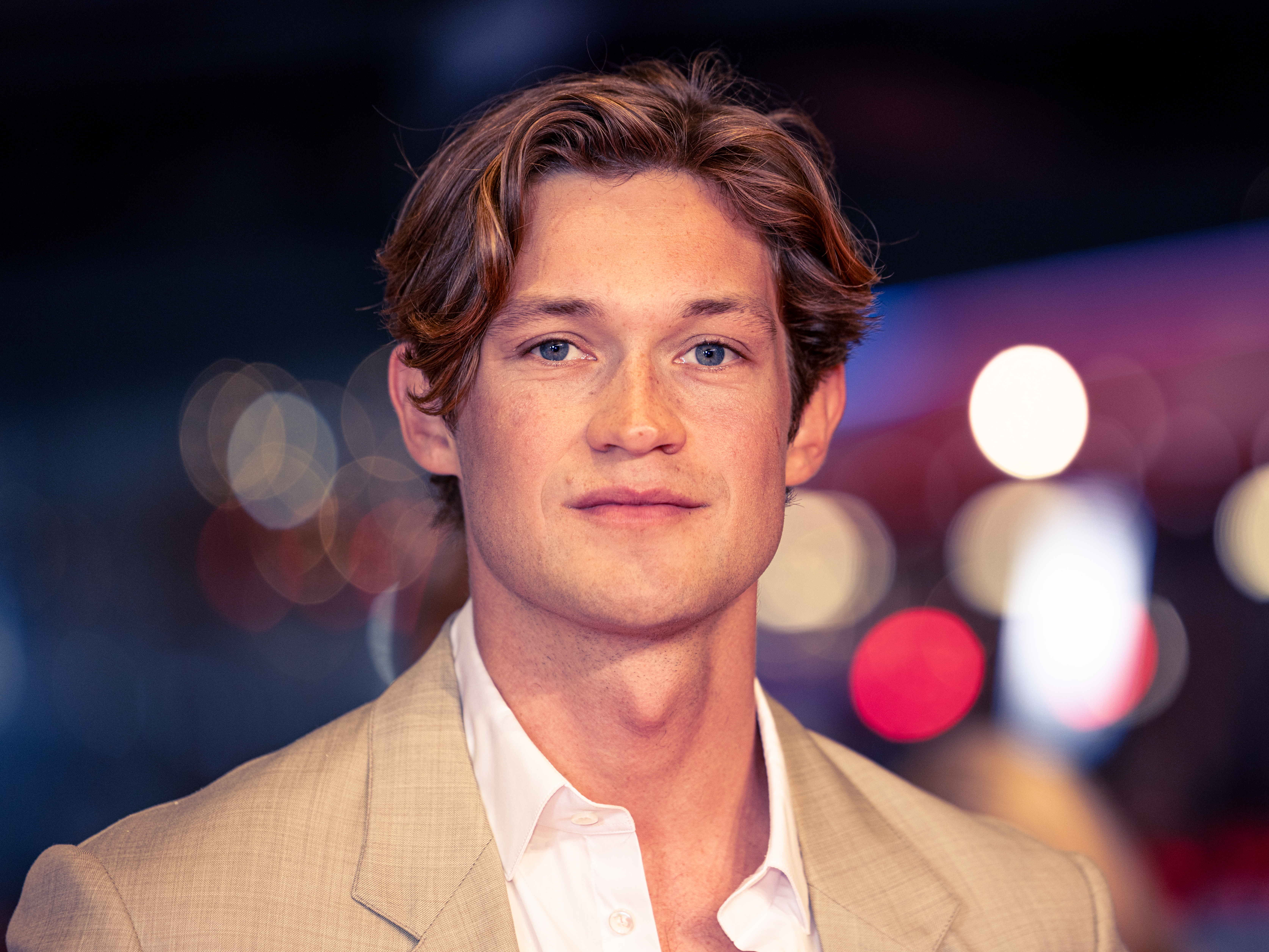
Damian Hardung auf der Berlinale 2025

Damian Hardung (* 7. September 1998 in Köln) ist ein deutscher Schauspieler.

## Leben
Damian Hardung, Sohn zweier Orthopäden, stammt aus Köln und hat einen älteren und einen jüngeren Bruder. Als Vierzehnjähriger erhielt er ein Stipendium an einer Privatschule in New York City. Er spielte bis zur A-Jugend Fußball beim SC Fortuna Köln, bevor er sein Engagement beim Verein zugunsten seiner Schauspielkarriere aufgab. 2016 machte er sein Abitur am Humboldt-Gymnasium in der Kölner Südstadt. Ab 2018 studierte er parallel zum Schauspiel auch Medizin.
Erstmals vor der Kamera stand Hardung für die beiden Kurzfilme Der magische Umhang (2010) und Die Könige der Straße (2011). Sein Filmdebüt gab er unter Regisseurin Sarah-Judith Mettke im Spielfilm Transpapa, der beim 33. Filmfestival Max Ophüls Preis im Januar 2012 in Saarbrücken uraufgeführt wurde. Im ZDF-Filmdrama Die Holzbaronin war er im gleichen Jahr in der Rolle des Alfred Brauer als Jugendlicher zu sehen, während diese Rolle in höherem Alter von Dirk Borchardt verkörpert wurde. Einem breiten Fernsehpublikum wurde er vor allem durch die auf VOX ausgestrahlte Serie Club der roten Bänder bekannt, wo er an der Seite von Tim Oliver Schultz den „zweiten Anführer“ Jonas Neumann in einer der Hauptrollen verkörperte. Diese Rolle übernahm er auch 2019 im Spielfilm Club der roten Bänder – Wie alles begann. 2018 war er neben Aaron Hilmer in der Musikkomödie Das schönste Mädchen der Welt als Rick in eine der jugendlichen Hauptrollen zu sehen und übernahm in Neele Vollmars Filmdrama Auerhaus die Rolle des Schülers Höppner. 2019 spielte er in der internationalen koproduzierten englischsprachigen Fernsehserie Der Name der Rose den Novizen Adson von Melk. Seit 2019 übernimmt er die Rolle des Daniel Riffert in der Comedyserie How to Sell Drugs Online (Fast) auf Netflix. 2024 verkörperte er die männliche Hauptrolle des James Beaufort in der Prime-Video-Serie Maxton Hall – Die Welt zwischen uns sowie die des Vampirs Ben in der Miniserie Love Sucks. In dem im November 2024 erstmals ausgestrahlten ARD-Vergewaltigungsdrama Bis zur Wahrheit spielte er die Hauptrolle des übergriffigen jungen Mischa, der die erfolgreiche Neurochirurgin Martina (Maria Furtwängler) vergewaltigt.

## Filmografie

### Filme
- 2010: Der magische Umhang (Kurzfilm)
- 2011: Die Könige der Straße (Kurzfilm)
- 2012: Transpapa
- 2012: Unter Frauen
- 2012: online – meine Tochter in Gefahr
- 2012: Die Holzbaronin
- 2013: Mord in Eberswalde
- 2013: Clara und das Geheimnis der Bären
- 2015: Freundinnen – Alle für eine
- 2015: Der Hodscha und die Piepenkötter
- 2018: Das schönste Mädchen der Welt
- 2018: CHIX – Back on Stage
- 2019: Club der roten Bänder – Wie alles begann
- 2019: Auerhaus
- 2022: Buba
- 2022: War Sailor (Krigsseileren)
- 2023: Stella. Ein Leben.
- 2024: Bis zur Wahrheit

### Fernsehserien und -reihen
- 2015–2017: Club der roten Bänder (30 Folgen)
- 2016: SOKO Stuttgart (Folge 8x10: Kaiserbaby)
- 2019: Der Name der Rose (8 Folgen)
- 2019–2025: How to Sell Drugs Online (Fast) (24 Folgen)
- 2020: Spides (4 Folgen)
- 2023: Gestern waren wir noch Kinder (7 Folgen)
- 2023: Unsere wunderbaren Jahre (2. Staffel, 6 Folgen)
- 2024: Maxton Hall – Die Welt zwischen uns (6 Folgen)
- 2024: Pauline (2 Folgen)
- 2024: Love Sucks (8 Folgen)
- 2025: Softies (5 Folgen)

## Soziales Engagement

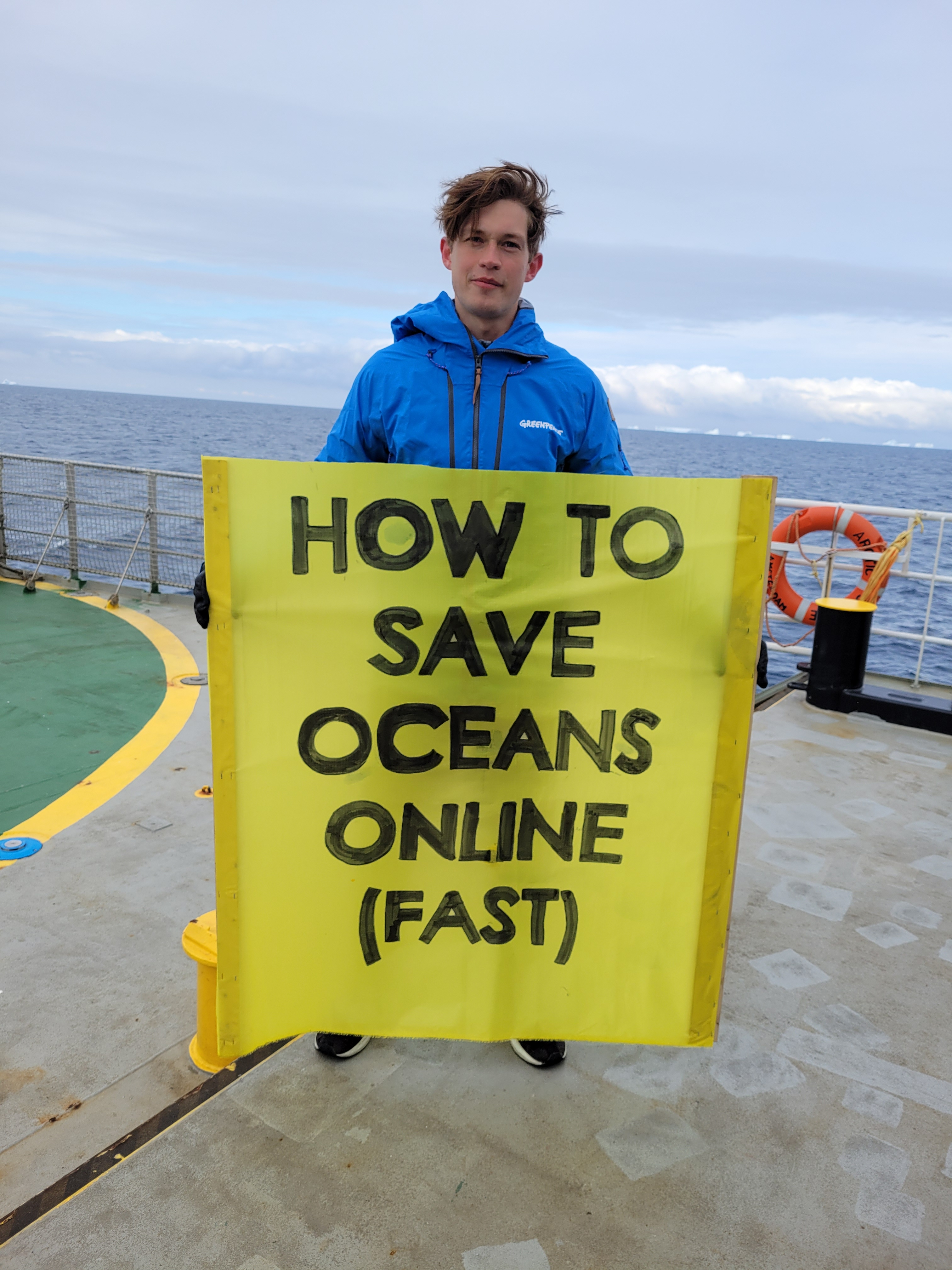
Damian Hardung protestiert in der Antarktis für den Schutz der Meere

Seit 2022 engagiert sich Damian Hardung gemeinsam mit der Umweltschutzorganisation Greenpeace für den Schutz der Weltmeere. Im Januar 2022 begleitete Damian Hardung Greenpeace bei einer Expedition in das antarktische Weddellmeer, deren Ziel die Kartierung der dortigen Pinguinpopulationen war. Im März 2025 war Hardung ein weiteres Mal mit Greenpeace unterwegs, um im Amazonasgebiet auf den illegalen Goldabbau in indigenen Gebieten aufmerksam zu machen.